# Pałac w Miedzianej
Pałac w Miedzianej – wzniesiony około 1840 roku, przebudowany na początku XX wieku, obecnie pełni funkcje mieszkalne.

## Położenie
Pałac położony jest w północno-zachodniej części wsi Miedziana, w Polsce, w województwie dolnośląskim, w powiecie zgorzeleckim, w gminie Sulików.

## Historia
Pałac został wzniesiony około 1840 roku, w 1896 roku do budynku dostawiono oficynę. Obiekt przebudowano na początku XX wieku, obecnie pełni funkcje mieszkalne.

## Architektura
Pałac w Miedzianej to dwukondygnacyjna budowla wzniesiona na planie prostokąta, nakryta dachem trzyspadowym z wolimi oczami. Elewacje posiadają boniowania w tynku, okna są ujęte w opaski, a nad nimi są nadokienniki.   
Obiekt jest częścią zespołu pałacowego, w skład którego wchodzą jeszcze: pozostałości niewielkiego parku krajobrazowego pochodzącego z XIX wieku, spichrz z około 1800 roku i oficyna pochodząca z 1896 roku.